# 배길태
배길태(裵吉泰, 1975년 5월 23일 ~)은 대한민국의 농구인이다.

## 경력
- 1997년 서울 SK 나이츠
- 2005년 창원 LG 세이커스
- 2005년 9월 ~ 2006년 대구 오리온스
- 2006년 ~ 2007년 원주 동부 프로미
- 2007년 1월 전주 KCC 이지스
- 2007년 전주 KCC 이지스 매니저
- 2011년 ~ 2013년 전주 KCC 이지스 2군코치
- 2014년 4월 ~ 원주 동부 프로미 스카우터
- 2018년 10월 ~ 부산 KT 소닉붐 코치